# Filament (textilnictví)

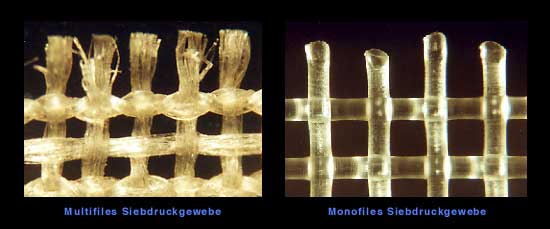
Filamenty ve tkanině: vlevo multi-, vpravo monofilament (cca 20× zvětšeno)

Filament je v mezinárodní textilní terminologii označení pro jednotlivé vlákno neomezené délky z jakéhokoliv materiálu.

## Terminologie
Filament je souhrnné pojmenování pro:
- všechna umělá textilní vlákna s výjimkou vláken, které jsou stříhána, řezána nebo trhána na určitou staplovou délku a
- přírodní hedvábí[2]

V odborné češtině se však (odlišně od mezinárodního standardu) filament definuje jako „jedničné nekonečné vlákno z chemického hedvábí“. Například podle německého Zákona o označování textilií se jako hedvábí (Seide) smějí označovat pouze výrobky z přírodního hedvábí.

## Podoba a výroba
Chemické vlákno bez omezení délky se dodává k textilnímu zpracování nejčastěji jako svazek elementárních vláken (zpravidla sdružených ze všech otvorů jedné zvlákňovací trysky). Těmto elementárním vláknům se dříve říkalo kapiláry, dnes se pro ně často používá také označení filamenty. Počet elementárních vláken ve filamentové přízi se označuje písmenem f, např. polyesterová příze s jemností „5 tex f 18“ sestává z 18 jednotlivých vláken.

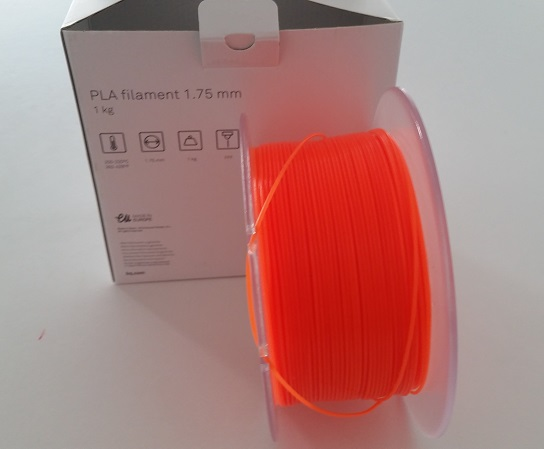
Filament z extrudovaného polylaktidu pro 3D tisk

Filamenty pro určité účely (rybářské šňůry, štětiny kartáčů) se zvlákňují přes trysku s jedním otvorem a zůstávají jako jednoduchá (poměrně tlustá) nit. Tato vlákna se nazývají monofily. Také šňůry (monofily) pro 3D tisk z extrudovaných polymerů se v obchodě nazývají filamenty.
Svazku (nebo pramenu) jednotlivých vláken se říká multifil (multifilament).
Světová výroba filamentů se v 1. dekádě 21. století zvýšila asi o 70 %. V roce 2015 obnášela celková produkce 44 miliony tun, z toho většina polyesterových a polyamidových vláken.